# Lot 59 (Île-du-Prince-Édouard)
Lot 59 est un canton dans le comté de Kings, Île-du-Prince-Édouard, Canada. Il fait partie de la Paroisse St. Andrew.

## Population
- 1 276 (recensement de 2001)[1]
- 1 285 (recensement de 2006)[1]
- 1 203 (recensement de 2011)[2]

## Communautés
Incorporé :
- Lower Montague
- Montague
- Valleyfield

Non-incorporé :
- Albion
- Commercial Cross
- Heatherdale
- Kilmuir
- Whim Road